# Большой Смоленский мост
Большо́й Смоле́нский мост — строящийся разводной автодорожный мост с наличием трамвайного движения через Неву в Санкт-Петербурге. Расположен между Володарским и Финляндским мостами. Особенностью сооружения является малые размеры неразводных судоходных пролётов, значительно меньше предписываемых для подобных мостов по действующему ГОСТу. Всего два моста через Неву и её основной рукав — Большую Неву (Благовещенский и Дворцовый), построенные ещё во времена Российской империи, имеют меньшую чем у Большого Смоленского моста длину судоходных неразводных пролётов.

## История

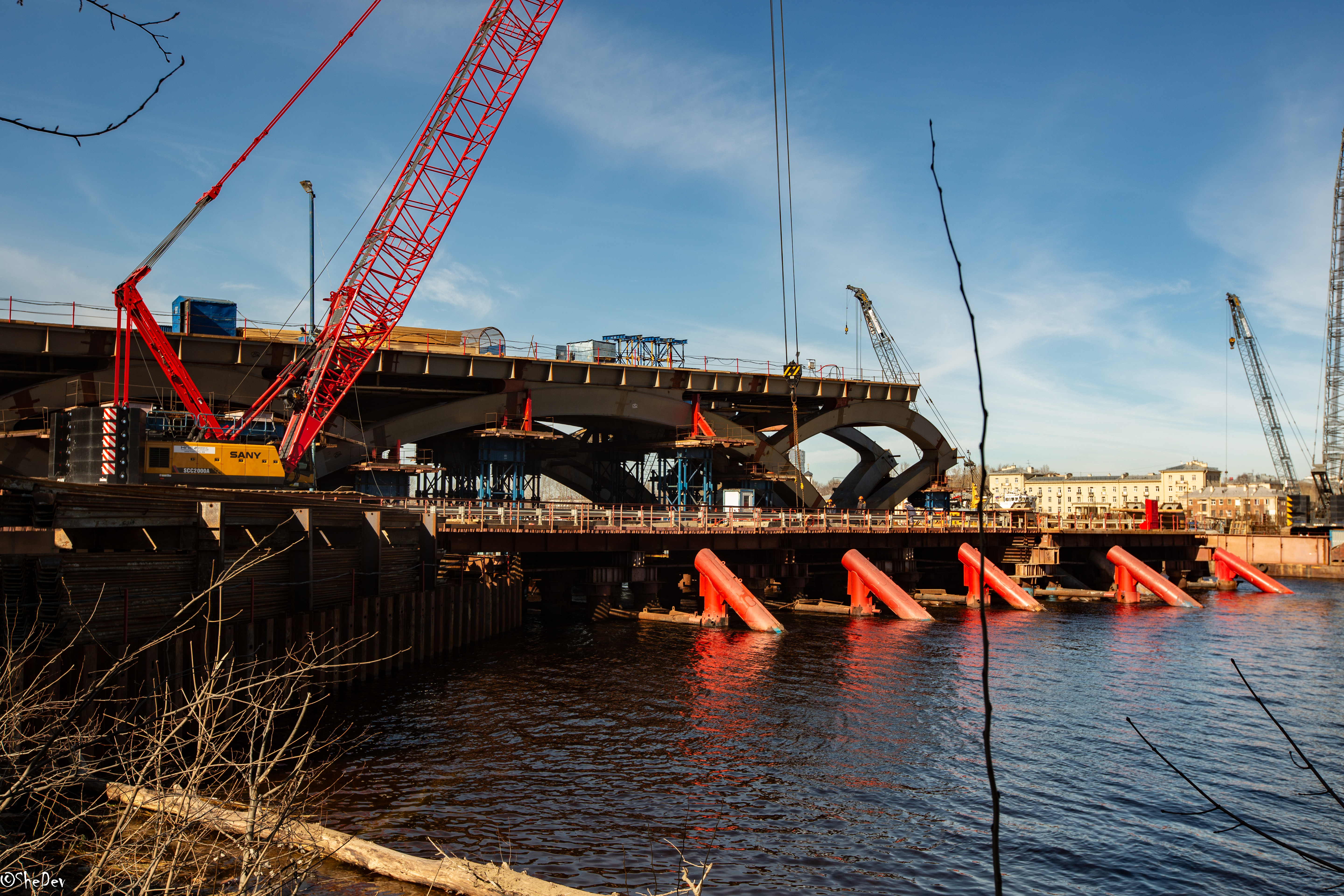
Строительство моста, 2 апреля 2025 года

Идея постройки моста через Неву в Невском районе впервые была представлена в Генеральном плане Ленинграда 1947–1948 гг, разработанным главным архитектором города Н. В. Барановым, и сохранялась в последующих проектах развития города.
В 2014 году комитет по развитию транспортной инфраструктуры заключил контракт с АО «Институт Гипростроймост-Санкт-Петербург» на разработку предпроектной документации по строительству моста. В период с 13 по 20 октября 2023 года были проведены общественные слушания по проекту планировки моста. 13 ноября 2023 года проект планировки территории для строительства моста был утверждён.
24 декабря 2023 года на Октябрьской набережной состоялась церемония закладки камня на месте будущего строительства моста с участием губернатора Санкт-Петербурга Александра Беглова. Также были начаты работы по выносу коммуникаций и организации мест для приёма стройматериалов.
В январе 2024 года Главгосэкспертиза выдала положительное заключение на проект.
В конце января 2024 года был определён подрядчик на выполнение работ по подготовке территории для строительства развязки с Дальневосточным проспектом

## Описание
Разводной мост соединит располагающиеся на двух берегах Невы части Невского района Санкт-Петербурга: Большой Смоленский проспект на левом берегу и улицу Коллонтай на правом. Мост будет иметь шесть полос движения для автомобилей, двухпутную трамвайную линию, тротуары для пешеходов и велодорожки. Длина переправы составит 1.6 километра, вместе с развязками — 4.7 километра.
Помимо моста будут построены три крупные развязки – на проспекте Обуховской обороны, Октябрьской набережной и на пересечении Дальневосточного проспекта с улицей Коллонтай и Союзным проспектом. Комтранс в мае 2024 года сообщал, что завершение работ планируется в 2029 году, но в мае 2025 года губернатор Санкт-Петербурга Александр Беглов сообщил, что рабочее движение по самому мосту собираются запустить в 2027, а полностью закончить проект — в 2028 году.
В километре от моста пройдёт платная магистраль ШМСД.

## Строительство
Весной 2024 года велись работы на сооружении 9 опор будущего моста. Осенью начался монтаж первого арочного пролёта моста.
К концу января 2025 года были возведены 7 опор моста и 13 опор эстакад подходящих к нему на левом берегу Невы. 3 февраля 2025 завершён монтаж главных балок пролёта над проезжей частью Октябрьской набережной.

## Критика проекта
К представленному в 2023 году проекту были даны замечания:
- Проект предусматривает использование моста в качестве магистрали непрерывного движения, в том время как по генеральному плану мост должен являться магистральной улицей общегородского значения. На Октябрьской набережной — магистрали непрерывного движения — при этом предусмотрены регулируемые пересечения[4][17].
- Несоответствие структуры движения (магистрали со съездами) градостроительным нормам[17].
- Несамодостаточность объекта, который не будет полноценно функционировать без возведения в створе Большого Смоленского проспекта моста, соединяющего Невский район с Фрунзенским, строительство которого пока не планируется[17].
- Максимум поперечного профиля моста выделен для движения автомобилей, в то время как для движения пешеходов предусмотрен тротуар только с одной стороны моста, для движения велосипедистов — велодорожка только с одной (противоположной) стороны[17].
- Предусматривается снос ряда старых зданий, представляющих культурную ценность[18][19][20]. Такие действия, при этом, обуславливаются организацией избыточных примыканий и переходно-скоростных полос[17].
- Развязка на левом берегу Невы занимает неоправданно большую территорию[17].
- Из-за организации съездов с непрерывным движением пешеходные переходы вдоль проспекта Обуховской Обороны отнесены от проспекта, что ухудшает связность пешеходных путей[17].
- Проектом не предусмотрена модернизация трамвайных остановок на проспекте Обуховской Обороны с высадкой пассажиров на проезжую часть[17].
- При движении от улицы Бабушкина не предусмотрен востребованный левый поворот с Большого Смоленского проспекта на проспект Обуховской Обороны, что будет приводиться к выполнению разворотов на проспекте Обуховской Обороны[17].
- Не предусмотрена связь проходящей по мосту трамвайной линии с линией по проспекту Обуховской Обороны[17].
- Переходно-скоростная полоса при наличии парковки на проезжей части будет работать неэффективно[17].
- Расстояние между некоторыми заездами и последующими съездами с моста меньше значений, допустимых при соответствующей расчётной скорости движения автомобилей[17].